# Пирмухаммед-хан
Пирмухаммед-хан (1511—1561) — девятый представитель узбекской династии Шейбанидов, который в 1556—1561 годах правил в Бухарском ханстве и являлся ханом Балхского ханства (1546—1566).

## Происхождение
|  |  |  |  |  |  | Чингисхан             |  |  |  |  |  |  |  |  |  |  |  |
|  |  |  |  |  |  |                       |  |  |  |  |  |  |  |  |  |  |  |
|  |  |  |  |  |  | Джучи-хан             |  |  |  |  |  |  |  |  |  |  |  |
|  |  |  |  |  |  |                       |  |  |  |  |  |  |  |  |  |  |  |
|  |  |  |  |  |  | Шибан Бахадур         |  |  |  |  |  |  |  |  |  |  |  |
|  |  |  |  |  |  |                       |  |  |  |  |  |  |  |  |  |  |  |
|  |  |  |  |  |  | Байнал                |  |  |  |  |  |  |  |  |  |  |  |
|  |  |  |  |  |  |                       |  |  |  |  |  |  |  |  |  |  |  |
|  |  |  |  |  |  | Есу-Бука              |  |  |  |  |  |  |  |  |  |  |  |
|  |  |  |  |  |  |                       |  |  |  |  |  |  |  |  |  |  |  |
|  |  |  |  |  |  | Джучи-Бука-хан        |  |  |  |  |  |  |  |  |  |  |  |
|  |  |  |  |  |  |                       |  |  |  |  |  |  |  |  |  |  |  |
|  |  |  |  |  |  | Абдал-султан          |  |  |  |  |  |  |  |  |  |  |  |
|  |  |  |  |  |  |                       |  |  |  |  |  |  |  |  |  |  |  |
|  |  |  |  |  |  | Мунк-Тимур-хан        |  |  |  |  |  |  |  |  |  |  |  |
|  |  |  |  |  |  |                       |  |  |  |  |  |  |  |  |  |  |  |
|  |  |  |  |  |  | Фулад-султан          |  |  |  |  |  |  |  |  |  |  |  |
|  |  |  |  |  |  |                       |  |  |  |  |  |  |  |  |  |  |  |
|  |  |  |  |  |  | Ибрахим-султан        |  |  |  |  |  |  |  |  |  |  |  |
|  |  |  |  |  |  |                       |  |  |  |  |  |  |  |  |  |  |  |
|  |  |  |  |  |  | Даулат-шейх-султан    |  |  |  |  |  |  |  |  |  |  |  |
|  |  |  |  |  |  |                       |  |  |  |  |  |  |  |  |  |  |  |
|  |  |  |  |  |  | Абулхайр-хан          |  |  |  |  |  |  |  |  |  |  |  |
|  |  |  |  |  |  |                       |  |  |  |  |  |  |  |  |  |  |  |
|  |  |  |  |  |  | Ходжа Мухаммад-султан |  |  |  |  |  |  |  |  |  |  |  |
|  |  |  |  |  |  |                       |  |  |  |  |  |  |  |  |  |  |  |
|  |  |  |  |  |  | Джанибек-султан       |  |  |  |  |  |  |  |  |  |  |  |
|  |  |  |  |  |  |                       |  |  |  |  |  |  |  |  |  |  |  |
|  |  |  |  |  |  | Пирмухаммед-хан       |  |  |  |  |  |  |  |  |  |  |  |

Пирмухаммед-хан являлся старшим сыном Шибаниду Джанибек-султану и был потомком основателя Узбекского ханства Абулхайр-хана. Его генеалогия выглядела следующим образом (см. врезку).

## Политика и военная деятельность

### Хан Балхского ханства
Пирмухаммед-хан пришёл к власти в Балхе 13 апреля 1546 года. При нём усилившееся Балхское ханство Шейбанидов играло большую роль даже в политической жизни Мавераннахра и Бадахшана. Более того, Балхское ханство обрело при нём полную независимость.
Пирмухаммад-хан как и Кистин Кара-султан, вёл активную политику, как внутреннюю, так и внешнюю. При нём Балхское ханство значительно расширился за счёт Абиверда,
Мервской областью и Термеза, во главе которых были поставлены его сыновья и внуки. Значительно укрепились и южные границы Гурзивана и Гарчистана.

#### Поддержка одного из представителей Бабуридов

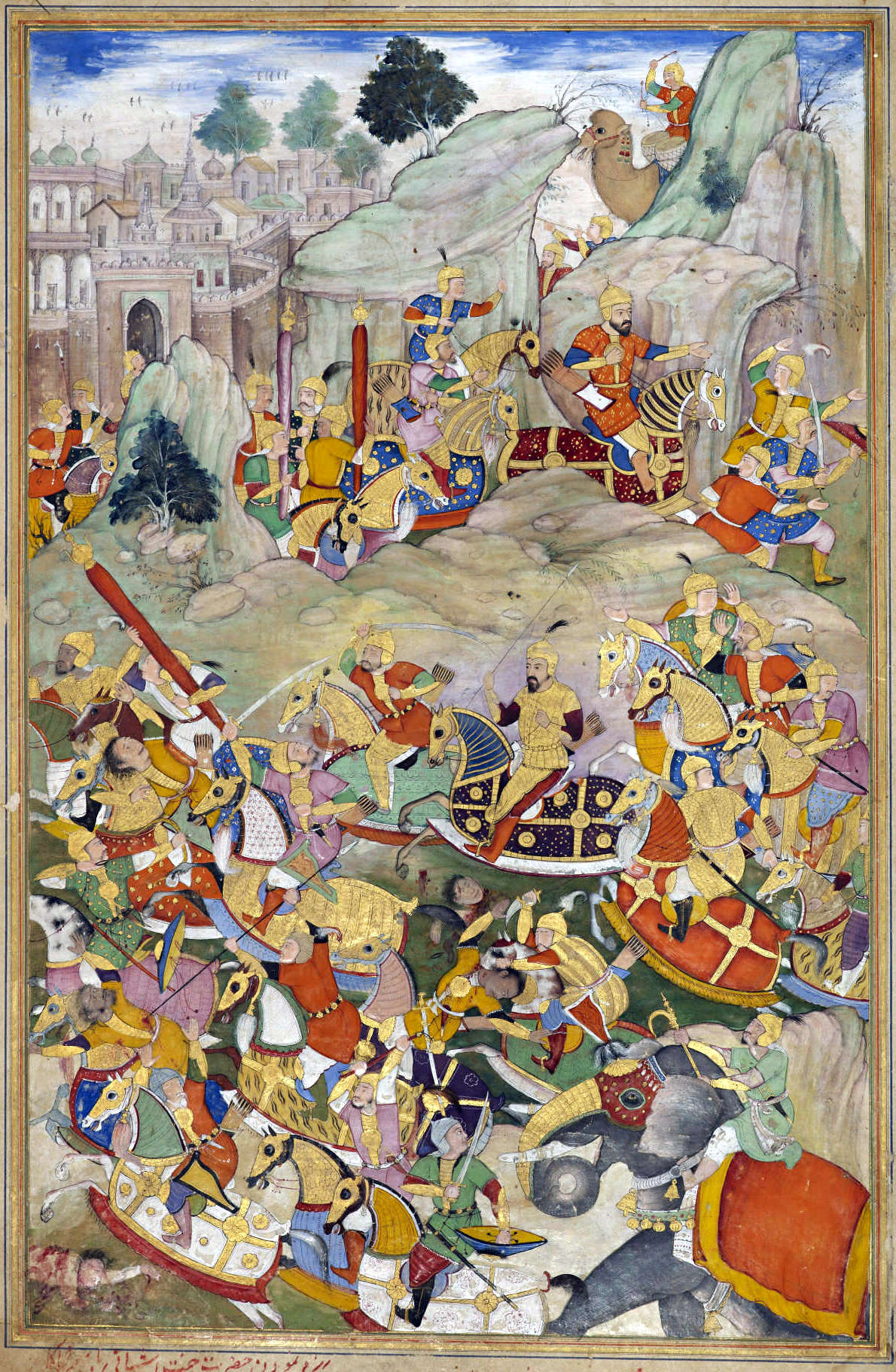
Победа Хумаюна над Камраном

По сведениям источников, в годы острой междоусобной борьбы между Бабуридов Хумаюном и Камраном, Пирмухаммед-хан поддерживал последнего. Так, в 1547 году Камран, выбитый из Кабула Хумаюном, надеясь завоевать Бадахшан, прибыл в подвластный Балху Айбак. Узбекский правитель Айбака встретил его с почестями, затем доставил в Балх. Пирмухаммед-хан устроил ему пышную встречу и оказал исключительное внимание. Абу-л-фазл говорит, что балхский хан устроил ему приём в своём доме, а затем вместе с ним выступил на Бадахшан. При помощи Пирмухаммед-хана Камран завладел тогда большой частью Бадахшана.
Союз Камрана с Пирмухаммед-ханом и вооружённая помощь последнего в захвате Бадахшана обострили отношения между Империей Великих Моголов и Балхским ханством. Вскоре, в 1550 году Хумаюн выступил против Балха. Согласно Гульбадан-бегим, Хумаюн и его сторонники беспрепятственно подошли к Балху, разбили стоящие на подступах к городу узбекские войска. Пирмухаммед-хан, убедившись в том, что противники сильны и сопротивляться им бесполезно, решил даже оставить город. По сведениям же Султан Мухаммада, обе стороны, так и не решившись на сражение, простояли в окрестностях Балха в течение одной недели, и в конечном итоге Хумаюн снялся с лагеря и удалился из-под Балха. Любопытные факты об этом содержатся в «Хафт иклим». Здесь говорится, что Камран и мирза Аскари, приглашённые участвовать в упомянутой компании, не только не явились с войском, но более того, подняли бунт против Хумаюна. Это подтверждает и Абу-л-фазл. Из дальнейших свидетельств Амин Ахмада Рази видно, что в это самое время бадахшанцы напали на лагерь Хумаюна и нанесли его войскам серьёзный урон, вследствие чего он вынужден был покинуть Балх и возвратится в Кабул.

#### Планы бухарского правителя против независимого Пирмухаммед-хана
Бухарский правитель Абдулазиз-хан (1540—1550), пытаясь покончить с независимостью Пирмухаммед-хана, приступил к подготовке большого похода на Балх. По рассказу Саида Ракима, якобы хан захватил Балх. Однако в других источниках об этом нет сообщений. Историки полагают, что намеченный поход на Балх не был проведён, а вскоре скончался и сам Абдулазиз-хан.

#### Попытка захвата верховной властью в Бухаре

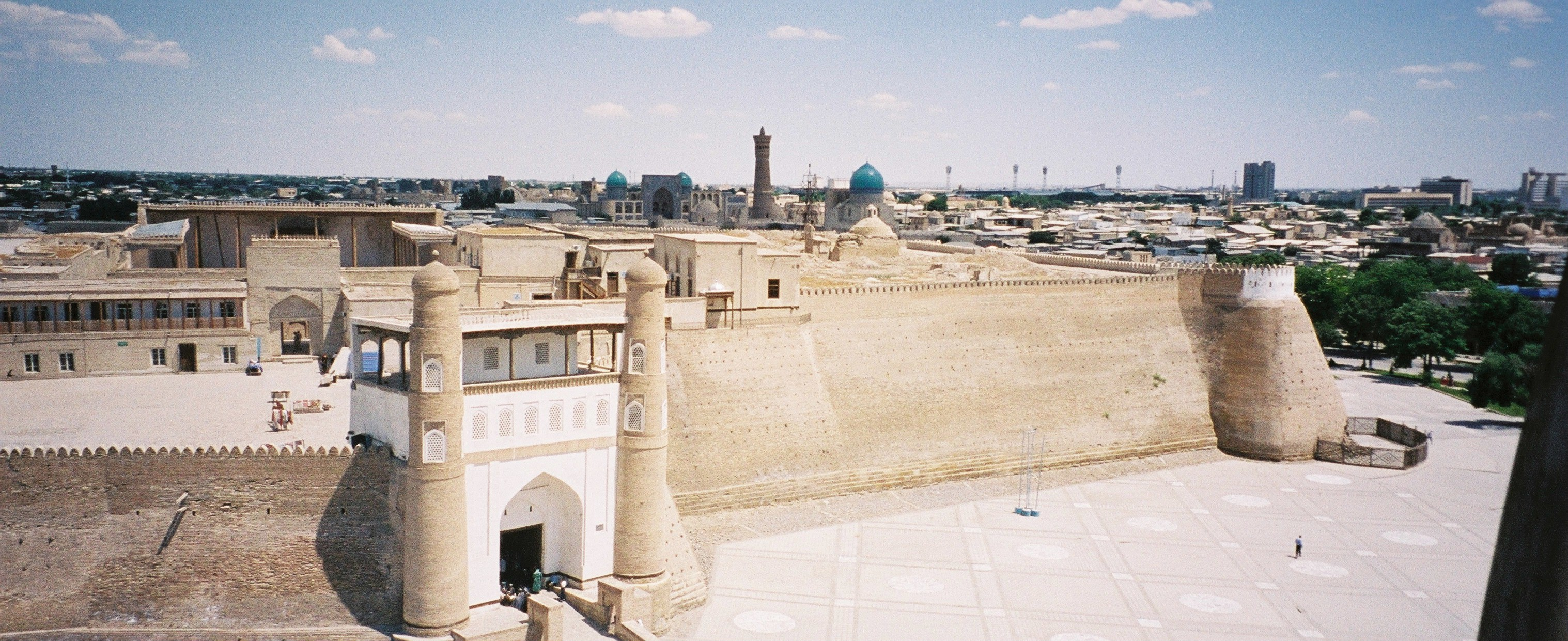
Бухарский цитадель — Арк. Резиденция бухарских государей

После смерти Абдулазиз-хана 16 мая 1550 года на престол в Бухаре был возвышен бездарный и слабовольный Мухаммад Яр-султан, внук Мухаммада Шейбани. В эти же дни Пирмухаммед-хан под предлогом выражения соболезнования по случаю кончины Абдулазиз-хана, прибыл в Бухару и, по словам Хафиз-и Таныша Бухари, различными уловками завладел верховной властью. По свидетельству Султан Мухаммада ал-Балхи, сопровождавшего тогда балхского хана, событие это произошло 18 августа 1550 года.
Большая часть знати и глава мусульманского духовенства не поддержали Пирмухаммед-хана. Не удалось ему заручится и поддержкой всемогущего ходжа Мухаммада Ислама. По сведениям Мухаммада Тахира и Бадр ад-Дина Кашмири, биографов джуйбарских шейхов, Пирмухаммед-хан после этого пытался инициировать возвышение на бухарский престол своего человека — Умаргази-султана, более известного под именем Узбек-хана, сына Шейбанида Рустам-султана. Автор «Раузат ар-ризван» со слов эмира Тимуркули, попечителя меняльного двора, рассказывает:
Однажды видные эмиры с ходатайством за Узбек-хана обратились к его высокопреосвященству (ходжа Мухаммад Исламу), сославшись на яса Чингиз-хана, но тот ответил им: «Дервиши не подчиняются законам Чингиз-хана, а подчиняются только воле Аллаха». На понимание эмиров ишану, что Пирмухаммед-хан поддерживает Узбек-хана за то, что он старше других, решителен и храбр, ходжа Мухаммад Ислам строго ответил: Если Узбек-султана возвеличивает Пирмухаммед-хан, то Абдулла-хана (II) превозносит Аллах.
Пирмухаммед-хан оставался в Бухаре в качестве верховного правителя около одного года, но, не получив помощи и поддержки эмиров и ишана ходжа Мухаммад Ислама, в июне/июле 1551 года вынужден был покинуть Бухару, вернув снова власть тому же Мухаммад Яр-султану, который до этого был отозван из Самарканда.

#### Поддержка своих близких родичей в Мавераннахре
В годы острых междоусобиц в Мавераннахре в 1551—1556 годы, когда шейбанидские султаны упорно боролись между собой за верховную власть, Пирмухаммед-хан всячески поддерживал своих близких родичей — сыновей и внуков Джанибек-султана, правивших отдельными областями Мавераннахра. Из них наиболее активными и настойчивыми были Абдулла-хан II и Узбек-хан. Пирмухаммед-хан по-прежнему предпочтение отдавал последнему, который, как и Абдулла-хан II, во время нашествия Науруз Ахмед-хана, оставался в Мианкале. В этой связи заслуживает внимания следующий рассказ Хафиз-и Таныша Бухари. Узнав о выступлении Науруз Ахмад-хана и Абдуллатиф-хан, правители Мианкаля бежали из своих уделов. Например, Рустам-хан со своим сыном Узбек-ханом бежал в сторону Бухары, а Искандер-хан со своим семейством, за исключением Абдулла-хана II, подался в Балх к Пирмухаммед-хану. Абдулла-хан II с преданными беками укрылся за прочными стенами Кермине. Союзники безуспешно осаждали его в течение двенадцати дней. Абдулла-хан II ещё некоторое время продолжал борьбу с Наурузом Ахмед-ханом и Абдуллатиф-ханом, которая, однако, не принесла успеха.

##### Установление союза с Абдулла-ханом II
В 1553 году в пределы Мавераннахра вновь вторгся Науруз Ахмед-хан, правитель Ташкента и Туркестана. Он осадил Самарканд, но взять его не смог и тогда заключил союз с правителем Бухары Бурхан-султаном. По разработанному ими плану Науруз Ахмед-хан осадил Кеш (Шахрисябз), а правитель Бухары пошёл на Несеф (Карши), находившийся в руках Абдулла-хана II. Пирмухаммед-хан на этот раз откликнулся на призыв Абдулла-хана II и выступил во главе балхского войска. На первый взгляд может показаться, что они оставили прежние раздоры и объединились. Однако Пирмухаммед-хан рассчитывал на такой союз. Он был заключён вследствие серьёзной угрозы, нависшей со стороны Науруз Ахмед-хана, и балхский правитель не желал иметь рядом в его лице сильного соперника.
Тем временем под Касаном началось кровопролитное сражение между Абдулла-ханом II и Бурхан-султаном и Пирмухаммед-хан прибыл туда в то время, когда перевес был у войска Абдулла-хана II. Бурхан-султан потерпел поражение и отступил в сторону Бухары, а Абдулла-хан II и Пирмухаммад-хан, объединившись, выступили на Кеш. Науруз Ахмад-хан, узнав об этом, снял осаду и вернулся в свой удел. Тогда ушёл в Балх и Пирмухаммед-хан.

#### Покровительство бежавших своих близких родичей с Мавераннахра
В 1554 году Науруз Ахмед-хан вновь вторгся в Мавераннахр и отнял области Мианкаль, Несеф и Кеш у потомков Джанибек-султана. Они потерпели поражение в ожесточённой битве около города Карши. 10 декабря 1554 года Рустам-султан был убит, а Абдулла-хана II, Узбек-султан, Хосроу-султан, Дустим-султан, Ибадулла-султан бежали в Балх к Пирмухаммед-хану, который направил их на Андхуд и Шеберган.
В Балхском ханстве Абдулла-хан II правил Гарчистаном от имени Пирмухаммед-хана и до весны 1556 года он находился в отведённом ему своим дядей Чечекту и Меймене. По словам Хафиз-и Таныша Бухари, Пирмухаммад-хан проявил к племяннику внимание, помог оружием и всем необходимым.

#### Поход на Мавераннахр
Как сообщает балхский историк, Пирмухаммед-хан решил отомстить Науруз Ахмед-хану и его потомкам за поражение своих племянников под Карши и выступил на Мавераннахр, но был разбит в сражении, проходившем 15 апреля 1555 года в местности Фаррахин в Мийанкале.

### Верховный хан Шейбанидов — хан Бухарского ханства

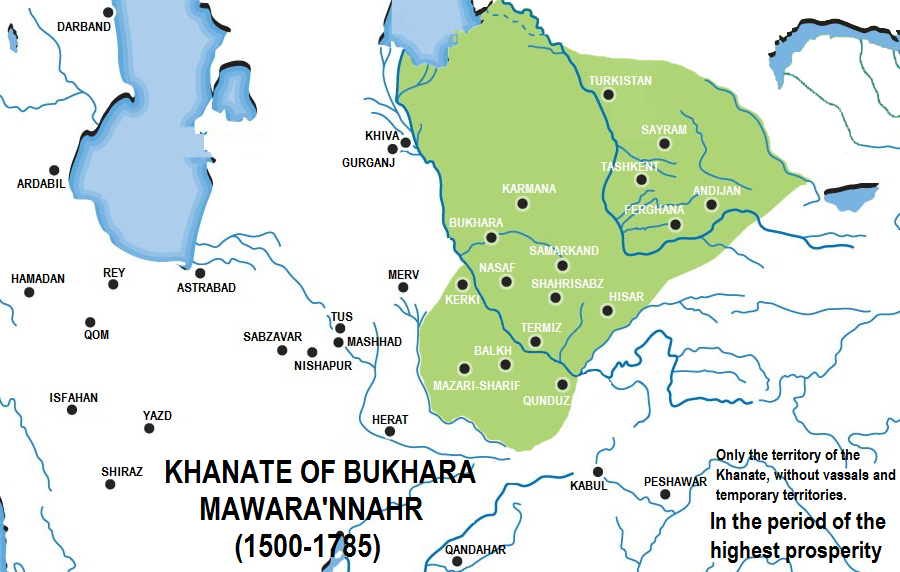
Бухарское ханство в период наивысшего расцвета

Вечером 24 сентября 1556 года Науруз Ахмед-хан умер в Рабат-и ходже. Воспользовавшись этим, Абдулла-хан II при содействии Пирмухаммед-хана, бухарских эмиров и всемогущих, джуйбарских шейхов окончательно завладел Бухарой. 13 июня 1557 года в соборной мечети Бухары была прочитана хутба на имя Пирмухаммед-хана. Он оставался верховным ханом всех узбеков до 17—18 апреля 1561 года. Хотя на имя Пирмухаммед-хана была прочитана хутба и выбита монета, его правление было чисто формальным. Ввиду активизации Сулайман-шаха, правителя Бадахшана, на границах Балхского ханства и внутренних беспорядков, бунта его сына Динмухаммад-султана и эмира Худайдада в Шебергане, он не мог покинуть Балх и перебраться в Бухару, поэтому фактически правил здесь ещё с 1557 года Абдулла-хан II.

#### Сражение против Тимуридов Бадахшана

Бадахшан на современной территории Афганистана и Таджикистана

Пирмухаммед-хану вскоре пришлось воевать с Сулайман-шахом, вторгшимся в пределы Балха с огромным войском, по данным балхского историка в июле—августе 1560 года Пирмухаммед-хан направил в Бухару гонца с просьбой. Абдулла-хан II сразу же выступил на помощь дяде. Тем временем Сулайман-шах, основательно разграбив окрестные районы Балха, прочно закрепился в Сарипуле Шебергана.
Хотя шейбанидские султаны и до прибытия в Балхское ханство Абдулла-хана II располагали большой силой, среди балхских эмиров: Мухаммадкули-бий аталык, Ходжамйар аталык, Ходжа Муг аталык, Мухаммад Мурад-бий и другие, под влиянием которых находился и Пирмухаммед-хан, царило паническое настроение. На проведённом обоими ханами военном совете они предложили закрыться в крепости Балха, мотивируя это тем, что с Сулайман-шахом невозможно сражаться на открытой местности. После бурных обсуждений было решено выступить против Тимурида, и объединённые силы Шейбанидов пошли к Шебергану. В местности Чашма-йи казиран, неподалёку от Сарипуля, разыгралось кровопролитное сражение, завершившееся победой шейбанидских войск. Сулайман-шах бежал в горы и оттуда с большими трудностями добрался к себе в Бадахшан. Его сын Ибрахим-мирза, лишившись средств передвижения, отстал в Дегрезе. Здесь его настиг отряд эмира Мухаммад Мурад-бия и доставил в ставку Пирмухаммад-хана и Абдулла-хана II. Спустя сорок дней он был казнён в Чартаке Балха.

#### Возвращение городов Тохаристана к Балхскому ханству
Окрылённый победой над Сулайман-шахом, Пирмухаммед-хан решил завладеть такими важными городами Тохаристана, как Кундуз и Талькан, и 5 сентября 1560 г. выступил туда с войском. Чем кончился поход, источники умалчивают. По словам Абу-л-фазл Аллами, Сулайман-шах не удержался в Бадахшане и явился в Агру к Акбару I Великому. Тогда эти области снова были присоединены к Балху.

#### Потеря верховной власти
В 1561 году произошёл окончательный разрыв между Пирмухаммед-ханом и Абдулла-ханом II. Причиной, по сведениям летописцев, послужило стремление Пирмухаммад-хана отнять у племянника Бухару, обменяв на неё Балх. Весной 1561 года в Шебергане между ними начались переговоры по этому вопросу. Абдулла-хан II, помня, что Балх находится рядом с Персией, который он мечтал завоевать, согласился с предложением дяди. Стороны подписали соответствующий документ и назначили своих уполномоченных для приёма власти. Однако обмен всё-таки не состоялся. По мнению Хафиз-и Таныша Бухари, этому помешали следующие обстоятельства: против такой сделки выступил Динмухаммад-султан, сын Пирмухаммад-хана, поднявший бунт против отца, и джуйбарский шейх ходжа Мухаммад Ислам, который сказал прибывшему с этим известием в Джуйбар Кулбабе кукельдашу:
Хан наш, не посоветовавшись с нами, вздумал поменять Бухару на Балх. Если он думает, что Бухара находится под его властью без чьей-либо помощи и поддержки, то пусть поступает так, как ему вздумается, пусть отдаст её кому захочет, [живы будем] посмотрим, что из этой затеи выйдет!.
Таким образом, сделке не суждено было сбыться. По Б. А. Ахмедову, решающую роль сыграло последнее обстоятельство. Что же касается бунта Динмухаммад-султана, то с ним они могли бы легко справиться, как сделал это потом Пирмухаммед-хан после отъезда в Мавераннахр Абдулла-хана II. Сразу же после возвращения в Бухару Абдулла-хан II затребовал своего отца Искандер-хана из Кермине и в апреле—мае 1561 года инициировал его возвышение на престол, а имя Пирмухаммед-хана, выражаясь словами историка, «было вычеркнуто из хутбы».
О событиях, произошедших в Балхе в последующие годы, по крайней мере до кончины Пирмухаммед-хана, в источниках нет сведений.

## Внешняя политика
При Пирмухаммед-хане значительно укрепились мирные отношения Балхского ханства с Государством Сефевидов. Связи стали столь дружественными, что Тахмасп I якобы делился с ним дарами, которые привозили в Исфахан послы других стран.

## Семья
Пирмухаммед-хан имел четырёх сыновей: Падишах-Мухаммад-султана, Махди-султана, Шах-Мухаммад-султана и Дин-Мухаммад-султана. Сыновья и внуки Пирмухаммед-хана управляли в областях Балхского ханства. К примеру: Паянда Мухаммед-султан в Мерве, Падшах Мухаммед-султан в Термезе, Абулмухаммад-султан в Абиверде.

## Смерть
Пирмухаммед-хан скончался 12 марта 1567 года. После его смерти Балхом правил его сын и преемник Динмухаммад-хан.